# 東方視星鯰
東方視星鯰，為輻鰭魚綱鯰形目視星鯰科的其中一種，為熱帶淡水魚，分布於南美洲馬拉開波湖流域，體長可達8公分，棲息在底層水域，生活習性不明。
其种加词“orientalis”意为“东方的”。